# (13035) 1989 UA6
(13035) 1989 UA6 est un objet de la ceinture principale extérieure de 27,438 km de diamètre découvert en 1989.

## Description
(13035) 1989 UA6 a été découvert le 30 octobre 1989 à l'observatoire interaméricain du Cerro Tololo, un observatoire astronomique professionnel situé dans le désert d'Atacama, au Nord du Chili, par Schelte J. Bus.

### Caractéristiques orbitales
L'orbite de cet astéroïde est caractérisée par un demi-grand axe de 3,99 UA, un périhélie de 3,34 UA, une excentricité de 0,16 et une inclinaison de 3,64° par rapport à l'écliptique. Du fait de ces caractéristiques, à savoir un demi-grand axe entre 3,2 et 4,6 UA, il est classé, selon la JPL Small-Body Database, comme objet de la ceinture principale extérieure.

### Caractéristiques physiques
(13035) 1989 UA6 a une magnitude absolue (H) de 11,8 et un albédo estimé à 0,054, ce qui permet de calculer un diamètre de 27,438 km. Ces résultats ont été obtenus grâce aux observations du Wide-Field Infrared Survey Explorer (WISE), un télescope spatial américain mis en orbite en 2009 et observant l'ensemble du ciel dans l'infrarouge, et publiés en 2012 dans un article regroupant les caractéristiques de 1 023 astéroïdes du groupe de Hilda.